# Зоннен
Зоннен (нім. Sonnen) — громада в Німеччині, знаходиться в землі Баварія. Підпорядковується адміністративному округу Нижня Баварія. Входить до складу району Пассау.
Площа — 16,48 км2. Населення становить 1411 ос. (станом на 31 грудня 2020).